# Assedio di Bisanzio (438 a.C.)
L'assedio di Bisanzio del 438 a.C. fu condotto da Pericle nell'ambito della guerra di Samo.

## Svolgimento
Le fonti antiche sono molto sintetiche riguardo all'assedio di Bisanzio, condotto dagli Ateniesi alla fine della guerra di Samo (440-439 a.C.). Tucidide si limita a menzionare il fatto che la rivolta di Bisanzio fu concomitante a quella di Samo, e che, una volta che i Samiani ebbero capitolato, anche i Bizantini si arresero.
Molto probabilmente dobbiamo presumere che mentre Pericle portava la sua flotta verso Samo, un distaccamento delle forze ateniesi fu inviato verso Bisanzio.